# Cerkiew św. Mikołaja Cudotwórcy w Świdnicy

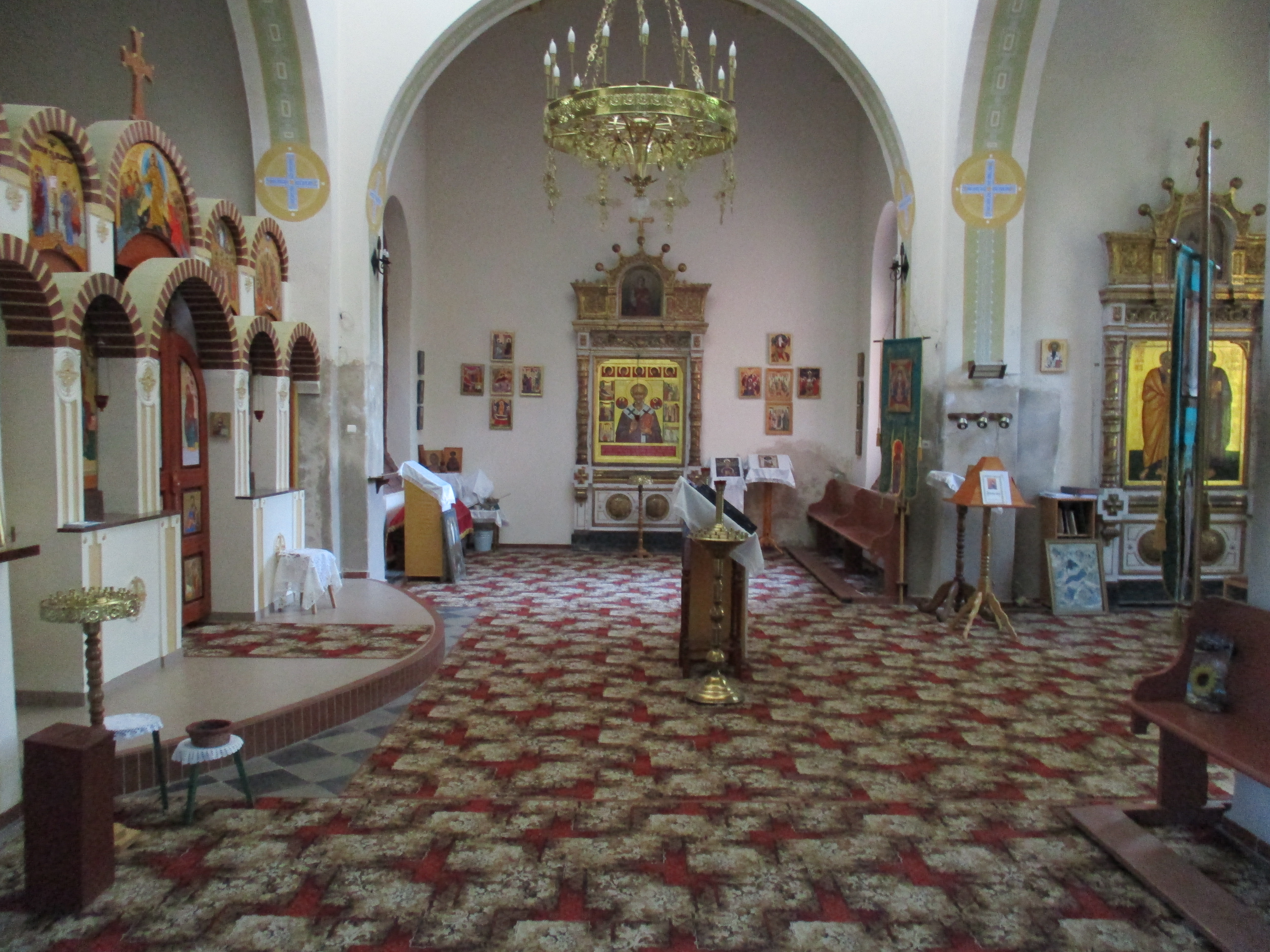
Wnętrze świątyni

Cerkiew pod wezwaniem św. Mikołaja Cudotwórcy — prawosławna cerkiew parafialna w Świdnicy. Należy do dekanatu Wrocław diecezji wrocławsko-szczecińskiej Polskiego Autokefalicznego Kościoła Prawosławnego.
Świątynia mieści się przy ulicy Waleriana Łukasińskiego 49, na terenie cmentarza komunalnego.
Chociaż sama cerkiew nie jest specjalnie stara, gdyż została zaadaptowana w latach siedemdziesiątych XX w., to historia kościoła w tym miejscu jest dłuższa. Już bowiem w latach 80. XIX w. w tym miejscu znajdowała się kaplica cmentarna, służąca do odprawiania modłów za zmarłych pochowanych lub chowanych na otaczającym kaplicę cmentarzu. W latach 70. została ona przebudowana i wyświęcona na cerkiew prawosławną.
Budowla murowana, wzniesiona w stylu neoromańsko-bizantyjskim, ma charakter krzyża nakrytego ośmioboczną kopułą. Świątynia nieorientowana (początkowo ołtarz znajdował się po stronie zachodniej, obecnie po południowej). Wewnątrz na uwagę zasługuje współczesny ikonostas oraz dwa kioty. Cerkiew zdobią witraże autorstwa Michała Boguckiego.
W 2005 świątynia została gruntownie wyremontowana.